# 义桥镇 (杭州市)
义桥镇，中国浙江省杭州市萧山区下辖的一个镇。辖区总面积58平方公里，人口4.7万。
杭州东方文化园位于该镇。

## 辖区
义桥镇辖有：
- 社区(1)：罗峰社区；
- 行政村(21)：山后村、民丰村、富春村、河西村、北坞村、丁家庄村、义桥村、新坝村、联三村、湘东村、湘南村、西山村、罗幕村、蛟山村、田丰村、勤里村、云峰村、昇光村、復兴村、七里店村、徐童山下村。